# Vlag van Bratislava (regio)

Vlag van Bratislava (ratio 2:3)

De vlag van Bratislava, een regio van Slowakije rondom de nationale hoofdstad Bratislava, bestaat net als vier van de zeven andere Slowaakse regionale vlaggen uit vier gekleurde vlakken, waarbij de linker twee vlakken vierkant zijn en de rechter twee elk tweemaal zo groot als een linker vlak. De kleuren in de vlag van Bratislava zijn geel (linksboven), blauw (rechtsboven en linksonder) en wit (rechtsonder).
De kleuren van de vlag zijn afgeleid van het regionale wapen, dat op een blauwe achtergrond een gouden hert en een zilveren wiel boven een gouden rivier (als symbool voor de Donau en de Morava) toont.
Hoewel de kern van de regio Bratislava gevormd wordt door de stad Bratislava, zijn er geen elementen uit de vlag van de stad Bratislava in de regionale vlag verwerkt. In tegenstelling tot de stadsvlag is de regionale vlag ook amper te zien in het stadsbeeld van Bratislava.
De vlag werd op 12 december 2001 aangenomen.